# Love Makes Sweet Music
Love Makes Sweet Music è il primo 45 giri del gruppo di rock psichedelico britannico Soft Machine. Fu una delle prime pubblicazioni britanniche di psichedelia, ed anticipò di un mese l'uscita del singolo dei Pink Floyd "Arnold Layne".
Il lato A, in cui canta Robert Wyatt, è più orientato verso il pop. La canzone del lato B, "Feelin' Reelin' Squeelin'", è più sperimentale e di non facile ascolto, è impostata sulla martellante voce di Kevin Ayers, con Wyatt che si esibisce come corista, e su una ininterrotta serie di strani suoni.
Agli inizi del 1967 i Soft Machine erano stati scritturati assieme ai primi Pink Floyd per suonare al mitico UFO Club di Londra, ed ottennero un tale successo che in gennaio registrano per la Polydor Love Makes Sweet Music e Feelin' Reelin' Squeelin'. La conferenza stampa di presentazione del disco si tiene il 22 febbraio 1967, la sera stessa al Roundhouse di Londra sono il gruppo spalla della Jimi Hendrix Experience e lo stesso Jimi si unisce a loro suonando il basso. (secondo un'altra versione la jam avvenne dopo la conferenza stampa allo Speakeasy Club.)
Il disco è diventato un pezzo pregiato per i collezionisti, ma le due tracce sono state ripubblicate sulle compilation dei Soft Machine Triple Echo, Out-Bloody-Rageous - An Anthology 1967 -1973 e Rare Tracks. Vengono inoltre inserite come Bonus tracks nella riedizione del 2009 del primo album ufficiale della band, The Soft Machine.

## Tracce
1. "Love Makes Sweet Music" (Kevin Ayers) - 2:27
2. "Feelin' Reelin' Squeelin'" (Kevin Ayers) - 2:50

## Musicisti
- Kevin Ayers - chitarra ("Love Makes Sweet Music"), basso ("Feelin...") e voce
- Daevid Allen - basso ("Love Makes Sweet Music") e chitarra ("Feelin...")
- Robert Wyatt – batteria e voce
- Mike Ratledge - tastiere